# فرودگاه سان ولی (آریزونا)
فرودگاه سان ولی (آریزونا) (به انگلیسی: Sun Valley Airport (Arizona)) یک فرودگاه همگانی بهره‌برداری هوایی است که یک باند فرود آسفالت دارد و طول باند آن ۱۱۲۸ متر است. این فرودگاه در کشور ایالات متحده آمریکا قرار دارد و در ارتفاع ۲۲۱ متری از سطح دریا واقع شده است.